# جیمز بی. فریزیر
جیمز بی. فریزیر (به انگلیسی: James B. Frazier) سناتور سابق عضو حزب دموکرات ایالات متحده آمریکا بود. وی در سال ۱۹۰۵ تا ۱۹۱۱ میلادی سناتور ایالت تنسی در سنای ایالات متحده آمریکا بود.